# Поградец (окръг)
Поградец (на албански: Rrethi i Pogradecit) е окръг в административната област Корча на Република Албания, съществувал от 1913 до 2000 г. Окръгът има население от 71 000 души (2004) и площ от 725 км². Разположен е в източната част на страната и обхваща селата около Охридското езеро в областите Гора и Мокра.
Център на окръга е град Поградец.